# Le Tronquay (Calvados)
Le Tronquay település Franciaországban, Calvados megyében. Lakosainak száma 762 fő (2022. január 1.). Le Tronquay Agy, Campigny, Castillon, Crouay, Le Molay-Littry, Montfiquet, Noron-la-Poterie és Balleroy-sur-Drôme községekkel határos.

## Népesség
A település népességének változása:
| Lakosok száma | 593  | 623  | 651  | 726  | 766  | 771  | 776  | 785  | 783  | 762  |
|               | 1968 | 1982 | 1990 | 2006 | 2013 | 2015 | 2017 | 2019 | 2020 | 2022 |